# Kabinett Jóhanna Sigurðardóttir II
Das Kabinett Jóhanna Sigurðardóttir II war vom 10. Mai 2009 bis 23. Mai 2013 die Regierung Islands. Abgelöst wurde es vom Kabinett Sigmundur Davíð Gunnlaugsson.
Es handelte sich um eine Koalition aus sozialdemokratischer Allianz und Links-Grüner Bewegung. Premierministerin war Jóhanna Sigurðardóttir von der Allianz.
Das Kabinett Jóhanna Sigurðardóttir I hatte ab dem 1. Februar 2009 die Amtsgeschäfte als Minderheitsregierung geführt. Im Anschluss an die Parlamentswahl im April 2009 verfügten die Regierungsparteien über eine eigene Mehrheit im Parlament. Beide Regierungsparteien stellten zunächst je fünf Ministerposten. Zwei weitere Minister waren parteilos, sie verließen das Kabinett bereits am 2. September 2010.
Das zweite Kabinett Jóhanna Sigurðardóttir bestand zuletzt aus neun Ministern, fünf sozialdemokratischen und vier links-grünen.

## Regierungsmitglieder
| Ressort                                                    | Minister                 | Zeitraum                              | Partei               |
| ---------------------------------------------------------- | ------------------------ | ------------------------------------- | -------------------- |
| Premierministerin                                          | Jóhanna Sigurðardóttir   | seit 10. Mai 2009                     | Allianz              |
| Auswärtiges                                                | Össur Skarphéðinsson     | seit 10. Mai 2009                     | Allianz              |
| Finanzen (seit 1. September 2012: Finanzen und Wirtschaft) | Steingrímur J. Sigfússon | 10. Mai 2009 – 31. Dezember 2011      | Links-Grüne Bewegung |
| Finanzen (seit 1. September 2012: Finanzen und Wirtschaft) | Oddný G. Harðardóttir    | 31. Dezember 2011 – 1. Oktober 2012   | Allianz              |
| Finanzen (seit 1. September 2012: Finanzen und Wirtschaft) | Katrín Júlíusdóttir      | seit 1. Oktober 2012                  | Allianz              |
| Verkehr, Kommunikation und Kommunen                        | Kristján L. Möller       | 10. Mai 2009 – 2. September 2010      | Allianz              |
| Verkehr, Kommunikation und Kommunen                        | Ögmundur Jónasson        | 2. September 2010 – 1. Januar 2011    | Links-Grüne Bewegung |
| Gesundheit                                                 | Ögmundur Jónasson        | 10. Mai 2009 – 1. Oktober 2009        | Links-Grüne Bewegung |
| Gesundheit                                                 | Álfheiður Ingadóttir     | 1. Oktober 2009 – 2. September 2010   | Links-Grüne Bewegung |
| Gesundheit                                                 | Guðbjartur Hannesson     | 2. September 2010 – 1. Januar 2011    | Allianz              |
| Bildung, Wissenschaft und Kultur                           | Katrín Jakobsdóttir      | seit 10. Mai 2009                     | Links-Grüne Bewegung |
| Wirtschaft und Handel                                      | Gylfi Magnússon          | 10. Mai 2009 – 2. September 2010      | parteilos            |
| Wirtschaft und Handel                                      | Árni Páll Árnason        | 2. September 2010 – 31. Dezember 2011 | Allianz              |
| Wirtschaft und Handel                                      | Steingrímur J. Sigfússon | seit 31. Dezember 2011                | Links-Grüne Bewegung |
| Justiz und Menschenrechte                                  | Ragna Árnadóttir         | 10. Mai 2009 – 2. September 2010      | parteilos            |
| Justiz und Menschenrechte                                  | Ögmundur Jónasson        | 2. September 2010 – 1. Januar 2011    | Links-Grüne Bewegung |
| Fischerei und Landwirtschaft                               | Jón Bjarnason            | 10. Mai 2009 – 31. Dezember 2011      | Links-Grüne Bewegung |
| Fischerei und Landwirtschaft                               | Steingrímur J. Sigfússon | seit 31. Dezember 2011                | Links-Grüne Bewegung |
| Industrie, Energie und Tourismus                           | Katrín Júlíusdóttir      | seit 10. Mai 2009                     | Allianz              |
| Soziales                                                   | Árni Páll Árnason        | 10. Mai 2009 – 2. September 2010      | Allianz              |
| Soziales                                                   | Guðbjartur Hannesson     | 2. September 2010 – 1. Januar 2011    | Allianz              |
| Umwelt                                                     | Svandís Svavarsdóttir    | seit 10. Mai 2009                     | Links-Grüne Bewegung |
| Inneres                                                    | Ögmundur Jónasson        | seit 1. Januar 2011                   | Links-Grüne Bewegung |
| Wohlfahrt                                                  | Guðbjartur Hannesson     | seit 1. Januar 2011                   | Allianz              |

## Weblink
- Website der isländischen Regierung (Memento vom 4. Mai 2013 im Internet Archive)